# Дэн Си
Дэн Си (кит. 邓析), Дэн Си-цзы — древнекитайский мыслитель и государственный деятель царства Чжэн. Жил во второй половине VI в. до н. э.
Крупнейший, наряду с Хуэй Ши и Гунсунь Луном, представитель Школы имён (мин цзя). Ему приписывают создание трактата «Дэн Си-цзы». Этот трактат является одним из основополагающих сочинений этой школы. В библиографическом разделе книги «Хань шу» упоминается «Дэн-цзы» из двух глав. Свидетельства о жизни и учении Дэн Си содержатся в ряде древнекитайских сочинений («Сюнь-цзы», «Люй ши чунь цю», «Ле-цзы» и др.). Дэн Си приписывают также составление свода законов на бамбуковых планках и искусное толкование этих законов.
Согласно некоторым свидетельствам, Дэн Си был казнен по приказу первого советника царства Чжэн Цзы-Чаня. В сочинении «Ле-цзы» говорится: «Дэн Си высказывал суждения, противоречающие друг другу, а потом выдвигал бесчисленные доказательства их истинности». Приписываемое Дэн Си учение о двух возможностях (兩可 лян кэ) напоминает парадокс Эватла (Д. Л. IX 56; Апулей «Флориды» XVIII) и споры сицилийских риторов Коракса и Тисия.
Современный текст сочинения «Дэн Си-цзы» считается более поздней подделкой, что обусловило недостаточное внимание к нему. Среди отечественных синологов к изучению сочинения и взглядов Дэн Си обращался В. С. Спирин. Его исследование и перевод трактата долгое время оставались неопубликованными. В 2014 году книга В. С. Спирина, посвященная переводу и исследованию сочинения «Дэн Си-цзы», вышла в свет в издательстве «Наука-Восточная литература».

## Свидетельства о жизни и учении
- Люйши чуньцю, кн.18 гл.4:

Воды реки Вэй сильно разлились. Среди семьи одного богача в царстве Чжэн оказался утопленник. Некто выловил его труп. Богач обратился к нему с просьбой о выкупе. Тот потребовал слишком много золота и богач обратился к Дэн Си. Дэн Си на это сказал: «Не беспокойся — никому другому он его, несомненно, не продаст». Тот, у кого находился труп, тоже забеспокоился и пошёл к Дэн Си. Ему Дэн Си также ответил: «Не беспокойся. Кроме как у тебя, ему нигде этого, несомненно, не купить». (洧水甚大，鄭之富人有溺者。人得其死者。富人請贖之，其人求金甚多，以告鄧析。鄧析曰："安之。人必莫之賣矣。"得死者患之，以告鄧析。鄧析又答之曰："安之。此必無所更買矣。)
- Ле-цзы, гл.6:

Дэн Си высказывал суждения, противоречащие друг другу, а потом выдвигал бесчисленные доказательства их истинности. Когда Цзы-Чань был первым советником в царстве Чжэн, Дэн Си написал свод законов на бамбуковых планках, и государь выразил своё согласие. Потом он стал обличать ошибки Цзы-чаня, и Цзы-чань согласился с ним. Но вдруг Цзы-чань велел схватить его и казнить. Это все не означает, что Цзы-чань нарочно принял законы Дэн Си, что Дэн Си заставил его признать свою вину или что Цзы-чань нарочно казнил Дэн Си. Просто эти события не могли не случится-только и всего. (鄧析操兩可之說，設無窮之辭，當子產執政，作《竹刑》。鄭國用之，數難子產之治。子產屈之。子產執而戮之，俄而誅之。然則子產非能用《竹刑》，不得不用；鄧析非能屈子產，不得不屈；子產非能誅鄧析，不得不誅也)